# Rogerville
Rogerville ist eine französische Gemeinde mit 1.720 Einwohnern (Stand: 1. Januar 2022) im Département Seine-Maritime in der Region Normandie. Sie gehört zum Arrondissement Le Havre und zum Kanton Le Havre-3. Die Einwohner werden Rogervillais und Rogervillaises genannt.
Die Gemeinde erhielt 2022 die Auszeichnung „Zwei Blumen“, die vom Conseil national des villes et villages fleuris (CNVVF) im Rahmen des jährlichen Wettbewerbs der blumengeschmückten Städte und Dörfer verliehen wird.

## Geographie
Rogerville liegt an der Seine-Mündung, etwa zwölf Kilometer östlich von Le Havre in der Naturregion Pays de Caux. Umgeben wird Rogerville von den Nachbargemeinden Gainneville im Norden, Saint-Aubin-Routot im Nordosten, Oudalle im Osten sowie Gonfreville-l’Orcher im Westen.
In der Gemeinde liegt das Autobahnkreuz der Autoroute A29 mit der Autoroute A131. 

## Einwohnerentwicklung

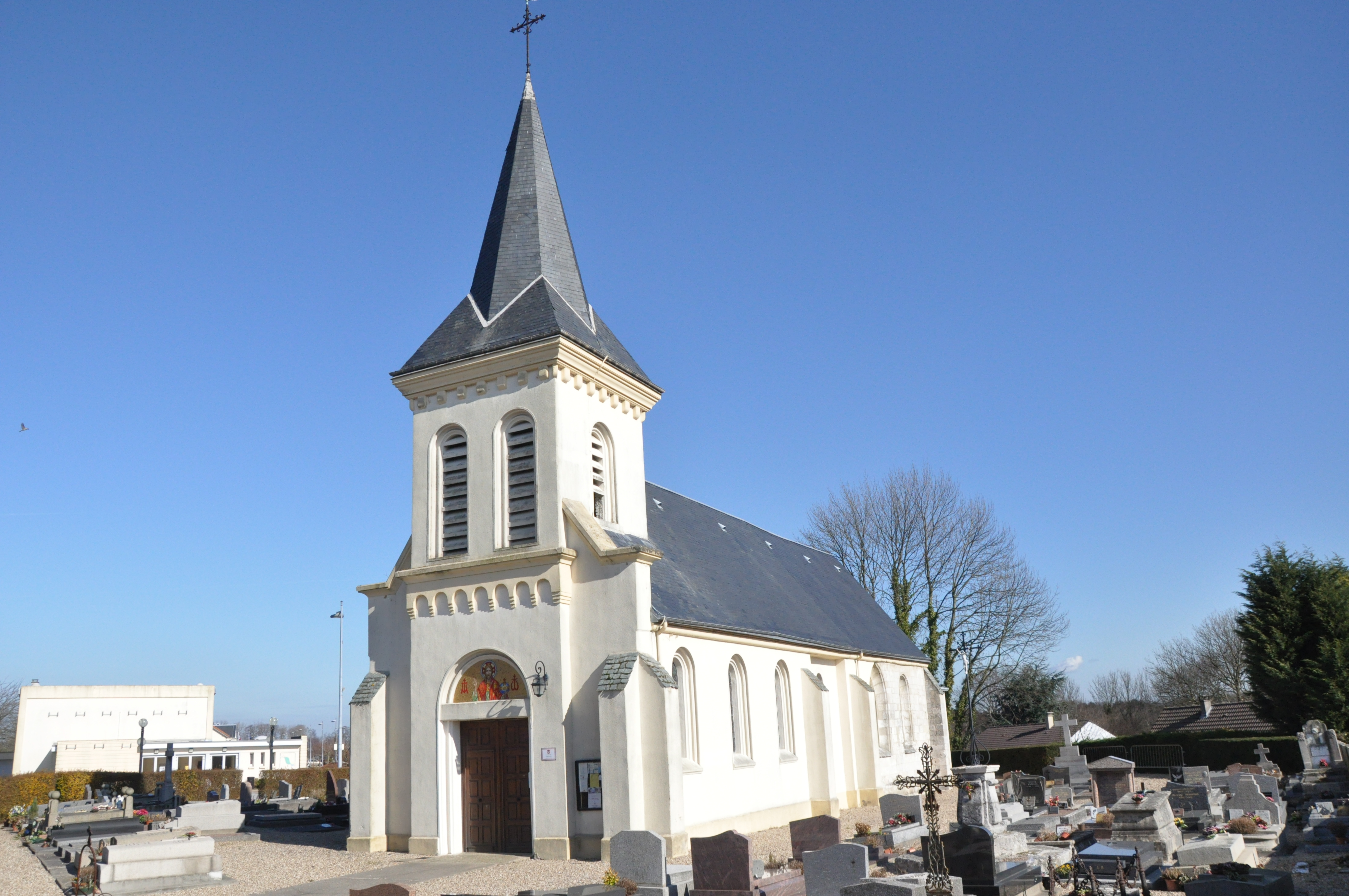
Kirche Saint-Michel

| Jahr      | 1962 | 1968 | 1975 | 1982  | 1990  | 1999  | 2006  | 2013  | 2020  |
| --------- | ---- | ---- | ---- | ----- | ----- | ----- | ----- | ----- | ----- |
| Einwohner | 456  | 800  | 752  | 1.006 | 1.245 | 1.257 | 1.253 | 1.234 | 1.668 |

## Sehenswürdigkeiten
- Kirche Saint-Michel aus dem 19. Jahrhundert
- Schloss Saint-Joseph, heute Altersheim, aus dem 19. Jahrhundert
- Herrenhaus, genannt „le Prieuré“ aus dem 16. Jahrhundert